# 里姆羅克 (蒙大拿州)
里姆羅克（英語：Rimrock）是位於美國蒙大拿州黃石縣的鬼鎮。

## 地理
里姆羅克所處的海拔為高於海平面1057米（即3468英呎），而該地所採用的時區為UTC-7，即北美山地時區（MST）。同時該地設有夏令時間，為UTC-7調快一小時，即UTC-6（MDT）。